# Heilig Kreuz (Lüttich)

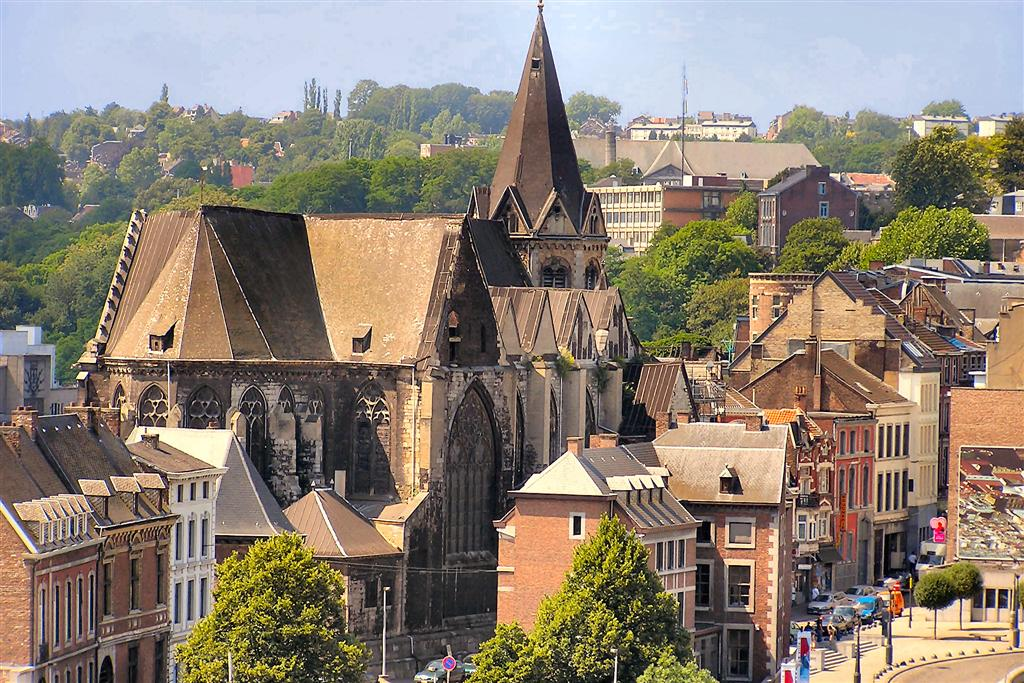
Stiftskirche St-Croix Liege

Die Stiftskirche Heilig Kreuz (französisch Collégiale Sainte-Croix) ist eine der sieben historischen Stiftskirchen in der belgischen Stadt Lüttich. Sie wurde zwischen 976 und 986 von Bischof Notger gegründet und errichtet und befindet sich in der Ecke, die von der Rue Sainte-Croix und der Rue Haute-Sauvenière gebildet wird. Sie beherbergt den Schlüssel des Heiligen Hubertus, der sich früher in der Schatzkammer der Stiftskirche Saint-Pierre in Lüttich befand. Nach der Lütticher Revolution wurde das Kanoniker-Kapitel 1797 aufgelöst, die Kirche jedoch 1802 wieder für den Gottesdienst freigegeben. Die Kirche wurde 1936 unter Denkmalschutz gestellt und 1997 in die Liste des außergewöhnlichen Kulturerbes der Wallonischen Region aufgenommen. Im Oktober 2013 wurde sie in die vom Welt-Denkmalfond erstellte Liste von 67 gefährdeten Denkmälern aufgenommen.

## Geschichte

### Ursprung

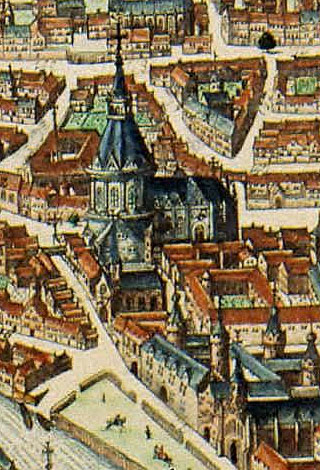
Die Stiftskirche Sainte-Croix, direkt darunter die Kirche Saint-Michel und die Rue Haute-Sauvenière, unten: der Place aux Chevaux, die Basse-Sauvenière und das Krankenhaus Saint-Mathieu à la Chaîne.

Die zwischen 976 und 986 von Bischof Notger von Lüttich gegründete Kirche, die er 986 weihte, wurde an der Stelle des Schlosses Silvestre errichtet, das Radus des Prez gehörte. Notger stattet die Stiftskirche Saint-Croix mit einem Kapitel von fünfzehn Kanonikern aus, die 1045 von Bischof Wazon auf dreißig erhöht werden.

### Die Legende der Burg Sylvester
Abgesehen von der Einnahme von Burg Chèvremont, ließ Notger offenbar keine Gelegenheit aus, um seinen Reichtum zu vergrößern und seine Macht zu festigen. Er versuchte vor allem, sich derer zu entledigen, deren wachsender Reichtum eines Tages seiner eigenen Autorität nahekommen würde.

„Zu dieser Zeit lebte in Lüttich ein Ritter namens Radus des Prez. Diese mächtige Persönlichkeit bewohnte auf der Anhöhe zwischen den Kirchen Saint-Pierre und Saint-Martin ein Schloss namens Sylvestre, von dem aus man die ganze Stadt überblicken konnte. In den Händen eines ehrgeizigen und rebellischen Vasallen konnte eine so wichtige Position dem Bischof zum Verhängnis werden; daher missfiel es ihm sehr, dass diese dunklen Türme sich über die schöne Stadt erhoben, und er dachte nur daran, wie er sie beseitigen konnte.
Als Notger eines Tages nach Deutschland reisen wollte, lud er Radus, der aus Lüttich stammte, ein, ihn zu begleiten, und dieser sagte bereitwillig zu. Während ihrer zweijährigen Abwesenheit ließ Robert, der Neffe des Bischofs, der seine Anweisungen erhalten hatte, die Festung des Herrn von Prez abreißen und legte den Grundstein für eine neue Kirche, die später Heiligkreuz genannt wurde. Als der Bischof mit Radus, dem Gelobten, zurückkehrte, rief dieser, der vom Berg Cornillon aus seine Burg in der Ferne suchte, sie aber nicht sehen konnte, plötzlich aus: „Ich weiß nicht, ob ich träume oder wache, aber ich war es gewohnt, von hier aus mein Haus Sylvester zu sehen, und sehe es heute nicht; ich glaube, dass dort ein Münster an seiner Stelle steht.“ - „Nun, seien Sie nicht zornig, mein guter Radus“, erwiderte Notger sanft, „Anstelle Ihres Schlosses ist in der Tat ein Münster errichtet worden, aber Sie werden nichts verlieren. Robert, mein Vetter, Propst von Saint-Lambert, besitzt edle Erbschaften jenseits der Maas, ebenso wie die großen Wiesen, die sich von den Schülern bis zur Boverie erstrecken; sie werden von nun an alle Ihnen gehören, und ich werde dem Propst die kleine Stadt Sauvenière geben.“ Radus musste sich mit dem zufriedengeben, was der Bischof ihm angeboten hatte.“

### Schenkung und Ressourcen
Am 5. April 1005 bestätigte König Heinrich II. die Gründung der Kirche Sainte-Croix in Lüttich durch Notger und wies ihm verschiedene Güter in den Ardennen, in Hesbaye und in den Ripuarien zu.
Zwischen 1113 und 1118 spricht die Stadt Lüttich in einem Prozess eine Schenkung der Gräfin Ermengarde zu, die vom Bischof beansprucht wurde, außerdem den Zehnt von Vreren.

### Wiederaufbau

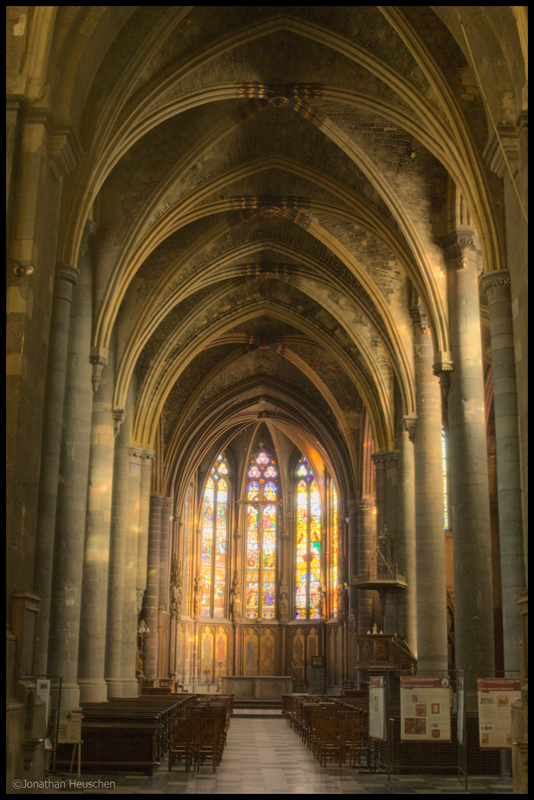
Innenansicht der Stiftskirche Sainte-Croix

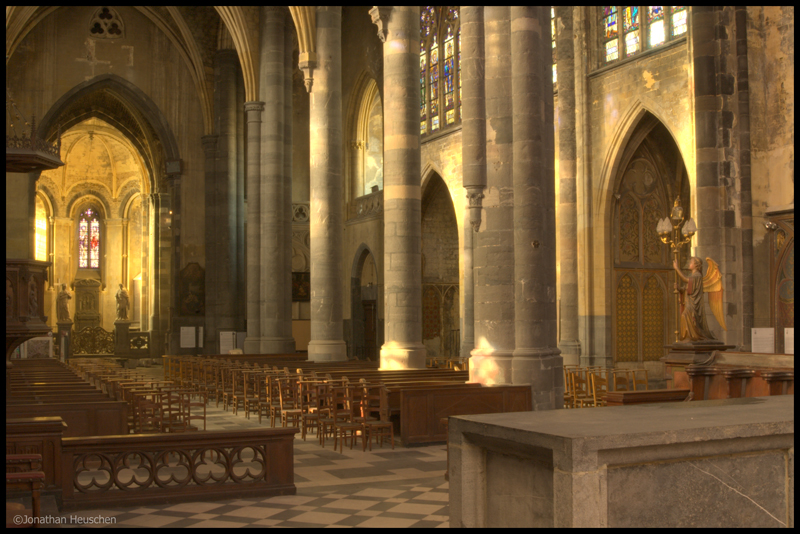
Kirchenschiff der Stiftskirche Heilig Kreuz

Der um 1200–1220 errichtete Westchor oder Westbau zeigt Einflüsse des Rheinischen Übergangsstils zwischen Romanik und Gotik. Er besteht aus der Vorhalle, die von einem achteckigen Glockenturm bekrönt und durch eine halbrunde Apsis verlängert wird, die von einem überdachten Laufgang gekrönt ist, dessen kleine Rundbogenarkaden auf Säulchen ruhen. Sie wurde im 19. Jahrhundert vom Architekten Jean-Charles Delsaux stark restauriert und dient heute als Taufkapelle. Der Rest des Gebäudes ist im gotischen Stil gehalten. Der Ostchor und seine Apsis werden auf 1255 datiert, das Querschiff und die ersten beiden östlichen Joche des Kirchenschiffs auf 1283–1287, die letzten beiden Joche des Kirchenschiffs auf 1332. Im 15. Jahrhundert wurden zwischen den Strebepfeilern der Seitenschiffe Kapellen eingefügt.
Das Gebäude hat eine Länge von 57 m, eine Breite von 25 m und eine Gewölbehöhe von 17 m im Hauptschiff.
Sie war eine der sieben Stiftskirchen in Lüttich (Saint-Pierre, Heilig Kreuz, Saint-Paul, Saint-Jean, Saint-Denis, Saint-Martin, Saint-Barthélemy).
Infolge der französischen Annexion nach der Lütticher Revolution wurde das Kapitel von den Franzosen übernommen.

### Renovierung
Aufgrund ihres baufälligen Zustands ist die Stiftskirche Sainte-Croix seit 2005 für die Öffentlichkeit geschlossen. Diese Situation ist umso bedauerlicher, als sie in die Liste des außergewöhnlichen Immobilienerbes der Wallonie aufgenommen wurde.
Die Auswirkungen ihrer Renovierung auf den regionalen Haushalt belaufen sich auf 15 000 000 €. Dieser Betrag wird über einen Zeitraum von 10 Jahren (2017 bis 2026) zu je 1 500 000 € pro Jahr verteilt (Mehrwertsteuer + Gemeinkosten). Die Provinz Lüttich wird sich mit 750 000 € an der Finanzierung dieses Projekts beteiligen. Die Gesamtkosten für die Arbeiten, Studien und Honorare werden auf 20 125 000 € (inkl. MwSt.) geschätzt.
Am 3. November 2020 wurde eine neue Etappe erreicht, indem ein Turmkran in der Nähe der Baustelle aufgestellt wurde, der den Aufbau von Gerüsten, das Anbringen eines provisorischen Daches, den Abbau und die Sicherung der Dächer sowie die Sicherung des Mauerwerks ermöglichen wird; alle diese Etappen sollen im Oktober 2021 abgeschlossen sein.
Die Restaurierung wird in zwei getrennten Phasen durchgeführt:
- I Phase: Einrichtung und Baubeginn – Aktuelle Phase
  - Einrichtung der Baustelle, die den Aufbau des Gerüsts und des Schirmdachs umfasst.
  - Dächer – Demontage der bestehenden Dächer und Stabilisierungs- und Sicherungsarbeiten.
  - Mauerwerk – Stabilisierungs- und Sicherungsarbeiten.
- II Phase:
  - Äußere Restaurierungsarbeiten
    - Erneuerung des Daches
    - Eingriffe an den Dachstühlen
    - Restaurierung des Mauerwerks
    - Restaurierung der Glasmalereien

  - Restaurierungsarbeiten im Inneren
    - Restaurierung der Innendekoration einschließlich des Mobiliars
    - Fußböden
    - Spezielle Technik (Heizung und Elektrizität)

Nach Abschluss der Arbeiten soll die Kirche zu einem Ort für Gottesdienste, Kultur und Tourismus werden.
Mit diesen Arbeiten wurden die Lütticher Architekturbüros Aasa – tgi und pHD beauftragt. Diese Büros waren bereits für die Restaurierung der Stiftskirche Saint-Barthélemy, des Königlichen Theaters und des Portals der Kirche Saint-Jacques verantwortlich. Für Sainte-Croix schlossen sich pHD und Aa-tgi mit Eric Pallot zusammen, dem Chefarchitekten der französischen Denkmalpflege.

## Beschreibung
Von Notgers ursprünglicher Stiftskirche ist nur noch ein Fragment einer Sandsteinmauer in der Außenfassade neben dem Chorhaupt erhalten.
Der Westchor ist im romanisch-gotischen Übergangsstil gestaltet (Ende 12., Anfang 13. Jahrhundert) und zeigt die Auffindung des Heiligen Kreuzes von Bertholet Flémal (17. Jahrhundert). Die östliche Apsis stammt aus dem 13. Jahrhundert, die Kirchenschiffe aus dem 13. und 14. Jahrhundert und die Seitenkapellen aus dem 15. Der mit Wandmalereien von Jules Helbig geschmückte Chor enthält bemerkenswerte Glasmalereien von Jean-Baptiste Capronnier und Eugène-Stanislas Oudinot.

## Portal
Das gotische Portal der Kirche Sainte-Croix in Lüttich enthält im Tympanon eine Skulpturengruppe der Auferstehung, die heute eine 1935 angefertigte Kopie der stark beschädigten Originalstatuen ist. Die Originale sind im Grand Curtius, Abteilung für religiöse Kunst und maasländische Kunst, ausgestellt. Die Statuen, die dem Meister der maasländischen Marmor-Madonnen zugeschrieben werden, wurden bereits von Marguerite Devigne auf die Mitte des 14. Jahrhunderts datiert. Diese Chronologie kann noch weiter verfeinert werden. Zwei der fünf Steinfiguren sind nämlich Krieger, die auf das Jahr 1340 datiert werden.

## Schatz von Sainte-Croix

### Schlüssel des Heiligen Hubertus
Der Schlüssel des Heiligen Hubertus befand sich einst in der Schatzkammer der Stiftskirche Saint-Pierre in Lüttich.

### Triptychon des Heiligen Kreuzes

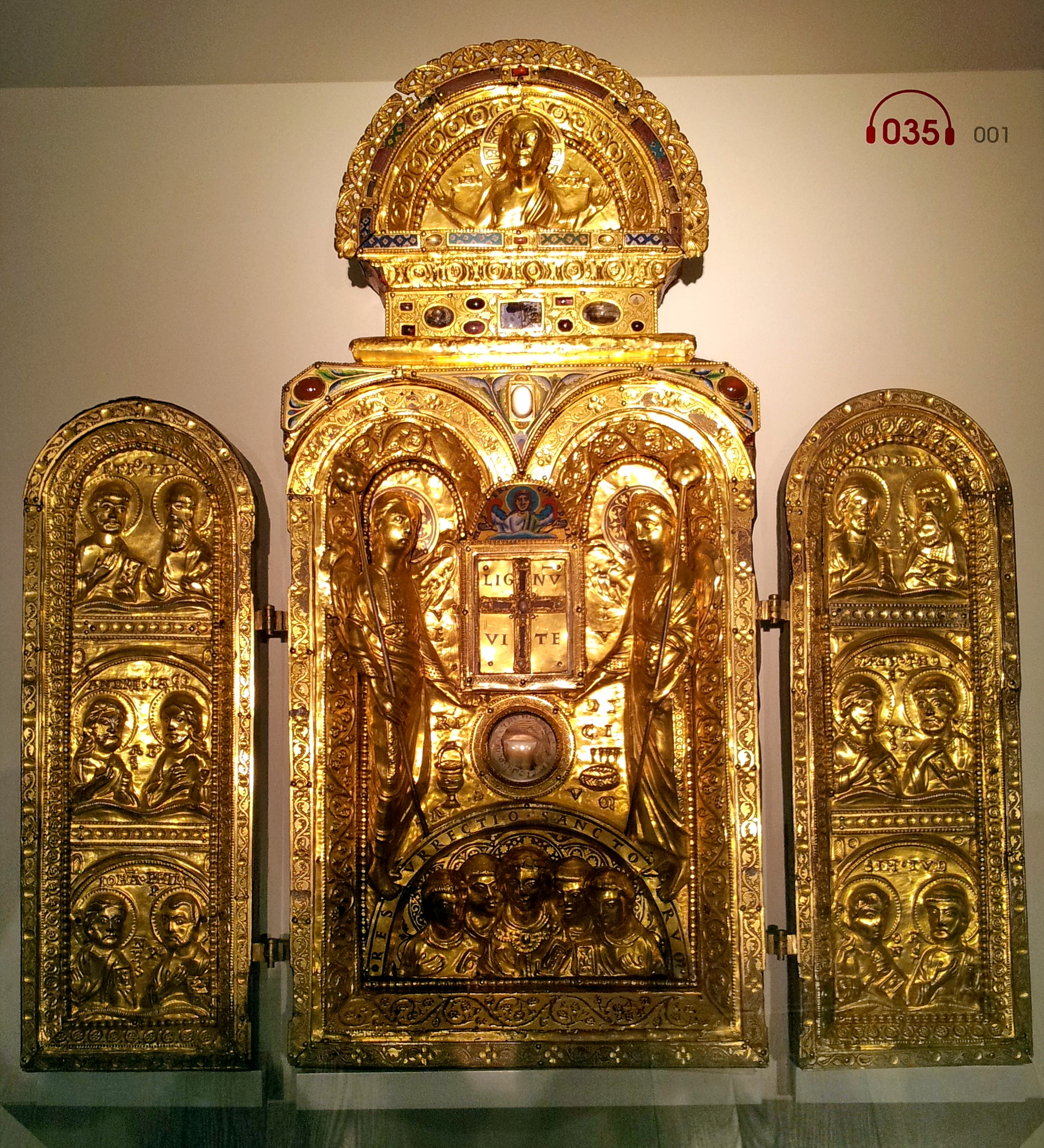
Triptychon des Heiligen Kreuzes, aufbewahrt im Museum Grand Curtius in Lüttich

Das Triptychon der Heilig-Kreuz-Kirche in Lüttich ist ein mit vergoldetem Kupfer überzogenes Triptychon aus Eichenholz. Diese maasländische Goldschmiedearbeit aus dem 12. Jahrhundert (1160–1170) wird Godefroy von Huy zugeschrieben.
Das Triptychon enthält Teile des Wahren Kreuzes und einen Zahn des Heiligen Vinzenz. Am unteren Rand des Triptychons des Heiligen Kreuzes von Lüttich ist ein Cabochon aus Bergkristall eingefügt, der einen Zahn des heiligen Vinzenz und außerdem ein Fragment des Hauptes Johannes des Täufers schützt, die durch erneuerte Inschriften identifiziert werden.
Der Legende nach wurden die Fragmente des Heiligen Kreuzes von Robert II., König von Frankreich, an Heinrich II. übergeben, der sie 1066 der Kirche Heilig Kreuz in Lüttich schenkte. Diese Reliquien, die als kleines goldenes Kreuz angeordnet waren, wurden um 1160 in das Triptychon eingearbeitet.

### Lettner
In den Sammlungen des Provinzmuseums von Lüttich befinden sich sieben kleine Köpfe aus Sandstein, die aus der Kirche Heilig Kreuz stammen, wo sie den Lettner schmückten, der einst zwischen dem Querschiff und den beiden letzten Säulen des Hauptschiffs angebracht war, die er voneinander trennte. Mehrere dieser Köpfe gehörten zu Statuetten, von denen das ehemalige Provinzmuseum verschiedene Bruchstücke besitzt; andere stützten ein kleines Gesims. Diese Köpfe, die dem Museum von der Bauhütte von Heilig Kreuz geschenkt worden waren, wurden beim Ausheben der Fundamente für das neue Portal gefunden.

### Verzeichnis der Künstler

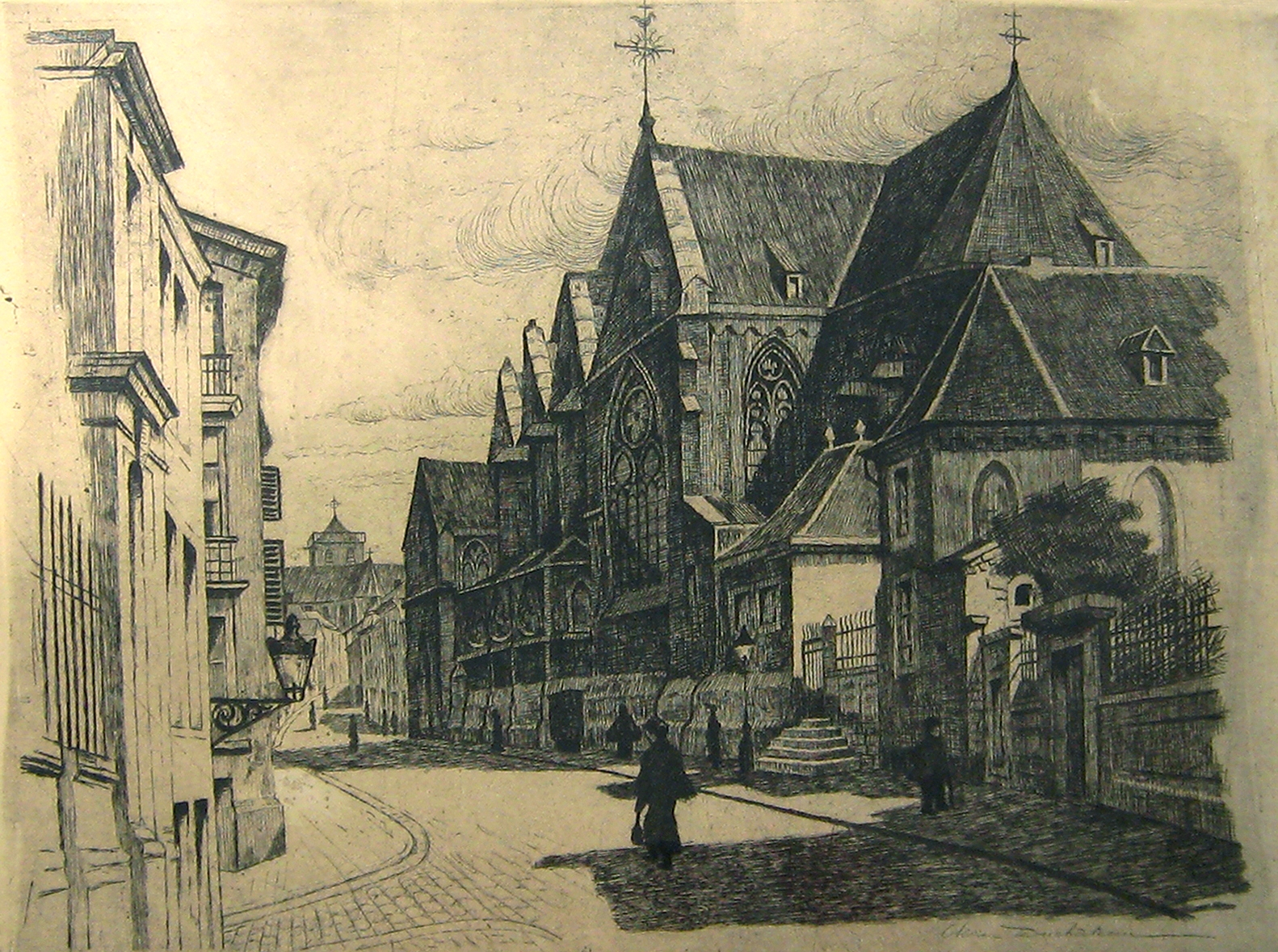
Stiftskirche Sainte-Croix (c. 1900–05). Radierung von Olivier Duchâteau

- Bertholet Flémal (1614–1675), Maler
- Édouard van Marcke (1815–1884), Maler
- Jean-Charles Delsaux (1821–1893), Architekt
- Jules Helbig (1821–1906), Maler
- Joseph Osterrath (1845–1898), Glasermeister
- Jean Del Cour, Bildhauer[17]
  - Marmorstatue: Kaiser Konstantin
  - Marmorstatue: Kaiserin Helena
- Guillaume Evrard, Bildhauer[17]

## Archive und Quellen
Die ursprünglichen Urkunden und Kartularien der Stiftskirche, die während der Revolution zum Verstecken ausgelagert wurden, sind verloren gegangen.
Dank der von verschiedenen Kanonikern angefertigten Sammlungen konnten diese Verluste jedoch größtenteils, wenn nicht sogar vollständig, ausgeglichen werden. Diese Dokumente werden im Staatsarchiv in Lüttich aufbewahrt.
Die wichtigste Zusammenstellung ist die von Mathias de Potthem de Lewis (oder Matthias de Léau) mit dem Namen liber magnus cathenatus, die 1379 verfasst wurde. Diese besteht aus vierhundertsieben Seiten auf Pergament. Das älteste vermerkte Diplom stammt aus dem Jahr 1005 und wurde von Kaiser Heinrich II. verliehen. Im Folgenden werden die einzelnen Seiten beschrieben:
- Seiten 1 bis 17: Abgekürzte Chronik der Kirche und des Landes Lüttich, die im Jahr 1576 endet, kurz vor dem dritten Frieden der XXII, der am 14. Juni dieses Jahres unter dem Episkopat von Johannes von Arckel unterzeichnet wurde, den Papst Urban V. vom Bistum Utrecht auf das Bistum Lüttich übertragen hatte. Sie beginnt mit dem heiligen Maternus, dem ersten Bischof von Tongern, dessen Tod dort auf den 18. der Kalenden vom Oktober des Jahres 130 datiert wird, nachdem er, wie der Chronist sagt, seit seiner Auferstehung achtunddreißig Jahre gelebt und vierzig Jahre lang den Episkopat ausgeübt hatte.
- Seiten 19 bis 20: Einige Diplome, die die Eingliederung der Pfarrei Frères in die Kirche des Heiligen Kreuzes berühren.
- Seiten 21 bis 350 Urkunden über die Besitztümer, Güter, Einkünfte, Zölle und Renten des Kapitels.
- Seiten 351 bis 364: Privilegien, Freiheiten und Befugnisse, die der Kathedralkirche und den Nebenkirchen von Lüttich von den Königen der Römer, den päpstlichen Herrschern und den Bischöfen von Lüttich gewährt wurden (Privilegien, die die genannten Kirchen, ihre Minister und Diener von der weltlichen Gerichtsbarkeit des Bischofs, des Majors, der Schöffen und aller anderen Magistrate befreiten. Dazu gehörten der Klerikerfrieden, der Friede von Wihogne, das mutierte Gesetz, die Mäßigung des Friedens von Waroux und die von Bischof Adolphe de La Marck gebilligten Statuten der Stadt).
- Seiten 364–367: Informationen, Fälle und Beispiele zum Beweis, dass die Stiftskirchen der Stadt und der Diözese, ihre Kanoniker, Kapläne und Chorherren von der geistlichen, ordentlichen und unmittelbaren Gerichtsbarkeit des Bischofs, seines Offizials und des Kapitels der großen Kirche befreit sind (Saint-Lambert).
- Seiten 367–379: Assoziationsverträge zwischen der Großkirche und den Nebenkirchen von Lüttich zur Aufrechterhaltung ihrer jeweiligen Immunität gegenüber allen und gegen alle und ähnliche Verträge, die mit demselben Ziel nur zwischen den Nebenkirchen geschlossen wurden.
- Seiten 380 bis 382: Statuten und Gebräuche der Kirchen in der Stadt und der Diözese Lüttich.
- Seiten 384 bis 407: Stücke aller Art, von geringerem Interesse als die vorhergehenden; es ist jedoch erwähnenswert, dass auf den Blättern 391–400 der (bereits erwähnte) Friede von Wihogne, der Friede der Sechzehn, der neue Eid der Schließer, die von den acht Männern moderierten Statuten und die Moderation des neuen Gesetzes oder des Friedens der Sechzehn niedergeschrieben wurden.

André Heynssch, Kanoniker von Sainte-Croix, hielt es für notwendig, das Werk von de Lewis zu erneuern und zu vervollständigen, was er ab 1962 in verschiedenen Sammlungen tat.